# Intelsat 29e
O Intelsat 29e (IS-29e) foi um satélite de comunicação geoestacionário da Intelsat que foi construído pela Boeing Satellite Systems. Ele estva localizado na posição orbital de 50 graus de longitude oeste e era operado pela Intelsat. O satélite foi baseado na plataforma BSS-702MP e sua vida útil estimada era de 15 anos.

## História
A Intelsat AS anunciou em setembro de 2012, que ordenou a construção do satélite Intelsat 29e (IS-29e). O IS-29e foi planejado em 2009 como um satélite, num grupo de quatro satélites.
O IS-29e tem uma alta taxa de transferência de carga em banda C e Ku para o sistema Intelsat Epic. O satélite fornecia entre 25 e 30 gigabits por segundo de largura de banda para os clientes fixos e móveis na América do Norte e do Sul e sobre o Atlântico Norte para prestar serviços a rotas marítimo e aeronáuticas.
No dia 10 de abril de 2019 sofreu um vazamento no propulsor que interrompeu as comunicações e no dia 18 de abril a Intelsat comunicou a perda total do satélite.

## Lançamento
O satélite foi lançado com sucesso ao espaço no dia 27 de janeiro de 2016, às 23:20 UTC, por meio de um veiculo Ariane 5 ECA da empresa francesa Arianespace, lançado a partir do Centro Espacial de Kourou na Guiana Francesa. Ele tinha uma massa de lançamento de 6.552 kg.

## Capacidade e cobertura
O Intelsat 29e era equipado com 14 transponders em banda C para fornecer cobertura sobre a América do Sul, 56 transponders em banda Ku para fornecer cobertura sobre a América do Norte, Europa, México, América Central, Caribe, América do Sul e na região do Oceano Atlântico Norte e um transponder em banda Ka (500 MHz) para fornecer cobertura global.